# Liga dos Campeões da CAF de 1982
Foi a 18ª edição da competição mais importante de clubes realizada na região da CAF, (África). Al Ahly, do Egito, venceu a final e se tornou pela primeira vez campeão da Africa.

## Equipes classificadas
| Pais                           | Equipe                    |
| ------------------------------ | ------------------------- |
| Serra Leoa                     | Real Republicans FC       |
| Guiné                          | AS Kaloum Star            |
| Essuatíni                      | Mhlume United FC          |
| Lesoto                         | Maseru Brothers           |
| Guiné Equatorial               | Atlético Malabo           |
| Mauritânia                     | ASC Police                |
| Benim                          | Ajijas Cotonou            |
| Ruanda                         | Rayon Sport               |
| Costa do Marfim                | Stella Club               |
| República do Congo             | Étoile du Congo           |
| Mali                           | AS Real Bamako            |
| Somália                        | Jeenyo United             |
| Egito                          | Al-Ahly                   |
| Angola                         | Primeiro de Agosto        |
| Nigéria                        | Enugu Rangers             |
| Togo                           | AC Semassi FC             |
| Gana                           | Asante Kotoko             |
| Zimbabwe                       | Dynamos FC                |
| Botswana                       | Botswana Defence Force XI |
| República Democrática do Congo | FC Saint Eloi Lupopo      |
| República Centro-Africana      | Sporting Moura            |
| Zâmbia                         | Green Buffaloes           |
| Burundi                        | Vital'O                   |
| Libéria                        | Invincible Eleven         |
| Camarões                       | Tonnerre KCY              |
| Argélia                        | - RC Kouba - JS Kabylie   |
| Marrocos                       | KAC Kenitra               |
| Madagáscar                     | AS Somasud                |
| Sudão                          | Al-Hilal Club             |
| Gabão                          | US Mbila Nzambi           |
| Senegal                        | US Gorée                  |
| Uganda                         | KCCA FC                   |
| Quênia                         | AFC Leopards              |
| Moçambique                     | Têxtil Punguè             |
| Tanzânia                       | Young Africans            |

## Rodada preliminar
| Equipe 1         | Total | Equipe 2        | 1.º jogo | 2.º jogo |
| ---------------- | ----- | --------------- | -------- | -------- |
| Mhlume United FC | 3-2   | Maseru Brothers | 1-0      | 2-2      |
| Atlético Malabo  | 1-4   | Sporting Moura  | 0-1      | 1-3      |
| ASC Police       | 1-3   | Ajijas Cotonou  | 0-2      | 1-1      |
| Vital'O          | 3-2   | Rayon Sport     | 3-1      | 0-1      |

## Primeira rodada
| Equipe 1          | Total       | Equipe 2            | 1.º jogo | 2.º jogo |
| ----------------- | ----------- | ------------------- | -------- | -------- |
| Kaloum Star       | 3-1         | Real Republicans FC | 3-0      | 0-1      |
| Ajijas Cotonou    | 2-6         | Stella Club         | 1-3      | 1-3      |
| Étoile du Congo   | 1-2         | Real Bamako         | 1-1      | 0-1      |
| Jeenyo United     | 0-1         | Al-Ahly             | 0-0      | 0-1      |
| 1° de Agosto      | 1-3         | Enugu Rangers       | 1-1      | 0-3      |
| Semassi           | 3-4         | Asante Kotoko       | 3-2      | 0-2      |
| Dynamos           | 4-3         | Defence Force XI    | 2-2      | 2-1      |
| St.Eloi Lupopo    | 7-2         | Sporting Moura      | 4-2      | 3-0      |
| Green Buffaloes   | 2-0         | Vital'O             | 0-0      | 2-0      |
| Invincible Eleven | 2-1         | Tonnerre            | 1-0      | 1-1      |
| RC Kouba          | 4-2         | Kenitra             | 1-1      | 3-1      |
| AS Somasud        | 4-2         | Mhlume United FC    | 4-0      | 0-2      |
| Al-Hilal          | 1-1 (4-1 p) | JS Kabylie          | 1-0      | 0-1      |
| USM Libreville    | w/o         | US Gorée            | 1        |          |
| KCCA              | 4-4         | Léopards            | 3-0      | 1-4      |
| Têxtil Punguè     | 1-4         | Young Africans      | 1-2      | 0-2      |

1 US Gorée saiu.

## Oitavas de Final
| Equipe 1          | Total       | Equipe 2       | 1.º jogo | 2.º jogo |
| ----------------- | ----------- | -------------- | -------- | -------- |
| Stella            | 1-1 (3-4 p) | RC Kouba       | 1-0      | 0-1      |
| USM Libreville    | 1-2         | Real Bamako    | 1-0      | 0-2      |
| Al-Ahly           | 6-1         | Young Africans | 5-0      | 1-1      |
| Enugu Rangers     | 1-0         | Kaloum Star    | 0-0      | 1-0      |
| ST. Eloi Lupopo   | 1-1         | Dynamos        | 0-0      | 1-1      |
| Green Buffaloes   | 6-1         | AS Somasud     | 3-0      | 3-1      |
| Invincible Eleven | 0-3         | Asante Kotoko  | 0-0      | 0-3      |
| Al-Hilal          | 1-5         | KCCA           | 0-2      | 1-3      |

## Quartas de Finais
| Equipe 1        | Total | Equipe 2        | 1.º jogo | 2.º jogo |
| --------------- | ----- | --------------- | -------- | -------- |
| Al-Ahly         | 3-2   | Green Buffaloes | 3-1      | 0-1      |
| Enugu Rangers   | 7-1   | RC Kouba        | 5-0      | 2-1      |
| St. Eloi Lupopo | 4-3   | Real Bamako     | 2-0      | 2-3      |
| Asante Kotoko   | 7-1   | KCCA            | 6-0      | 1-1      |

## Semi-Finais
| Equipe 1        | Total | Equipe 2      | 1.º jogo | 2.º jogo |
| --------------- | ----- | ------------- | -------- | -------- |
| Enugu Rangers   | 1-4   | Al-Ahly       | 1-0      | 0-4      |
| St. Eloi Lupopo | 1-4   | Asante Kotoko | 1-2      | 0-2      |

## Finais
| 28 de novembro de 1982 | Al Ahly                                | 3 – 0 | Asante Kotoko | Estádio Internacional do Cairo, Cairo |
|                        | Mahmoud El Khatib 13' 34', Mayhoob 19' |       |               | Público: 60 000                       |

| 12 de dezembro de 1982 | Asante Kotoko       | 1 – 1 | Al Ahly               | Kumasi Sports Stadium, Kumasi              |
|                        | John Barnnerman 12' |       | Mahmoud El Khatib 69' | Público: 70 000 Árbitro: Pierre Mounguegui |

## Campeão
| Liga dos Campeões da CAF 1982 |
| ----------------------------- |
|                               |
| Al Ahly 1°. Titúlo            |